# Fußball-Asienmeisterschaft 2019/Gruppe D
| Pl. | Land    | Sp. | S | U | N | Tore    | Diff. | Punkte |
| --- | ------- | --- | - | - | - | ------- | ----- | ------ |
| 1.  | Iran    | 3   | 2 | 1 | 0 | 007:000 | +7    | 07     |
| 2.  | Irak    | 3   | 2 | 1 | 0 | 006:200 | +4    | 07     |
| 3.  | Vietnam | 3   | 1 | 0 | 2 | 004:500 | −1    | 03     |
| 4.  | Jemen   | 3   | 0 | 0 | 3 | 000:100 | −10   | 0      |

Die Gruppe D der Fußball-Asienmeisterschaft 2019 war eine der sechs Gruppen des Turniers. Das erste Spiel wurde am 7. Januar 2019 ausgetragen, der letzte Spieltag fand am 16. Januar 2019 statt. Die Gruppe bestand aus den Nationalmannschaften aus dem Iran, dem Irak, dem Vietnam und dem Jemen.

## Iran – Jemen 5:0 (3:0)
| Iran                                                                                  | Iran | Jemen | Jemen | Aufstellung                  |
| ------------------------------------------------------------------------------------- | --- | --- | ----- | ---------------------------- |
| Iran                                                                                  | \| 1. Spieltag \| \| 7. Januar 2019 um 20:00 Uhr (17:00 Uhr MEZ) in Abu Dhabi (Mohammed Bin Zayed Stadium) \| \| Zuschauer: 5.301 \| \| Schiedsrichter: Ryūji Satō ( Japan) \| \| Spielbericht \|                                                                                            | \| 1. Spieltag \| \| 7. Januar 2019 um 20:00 Uhr (17:00 Uhr MEZ) in Abu Dhabi (Mohammed Bin Zayed Stadium) \| \| Zuschauer: 5.301 \| \| Schiedsrichter: Ryūji Satō ( Japan) \| \| Spielbericht \|                                                                                              | Jemen | Aufstellung Iran gegen Jemen |
| Iran                                                                                  | Alireza Beiranvand – Ehsan Hajsafi, Ramin Rezaeian, Majid Hosseini (46. Pejman Montazeri), Morteza Pouraliganji – Vahid Amiri (60. Saman Ghoddos), Mehdi Taremi (71. Karim Ansarifard), Mehdi Torabi, Ashkan Dejagah , Omid Ebrahimi – Sardar Azmoun Cheftrainer: Carlos Queiroz ( Portugal) | Saoud al-Sowadi – Mohammed Fuad Omar (57. Ammar Hamsan), Mohammed Ba Rowis, Mudir al-Radaei, Ala Addin Mahdi – Ahmed al-Sarori, Ahmed al-Haifi, Wahid al-Khyat (64. Ahmed Abdulrab), Emad Mansoor – Ala al-Sasi , Abdulwasea al-Matari (87. Ahmed Dhabaan) Cheftrainer: Ján Kocian ( Slowakei) | Jemen | Aufstellung Iran gegen Jemen |
| Iran                                                                                  | 1:0 Taremi (12.) 2:0 Dejagah (23.) 3:0 Taremi (25.) 4:0 Azmoun (53.) 5:0 Ghoddos (78.) | | Jemen | Aufstellung Iran gegen Jemen |
| Iran                                                                                  | Rezaeian (39.) | al-Matari (77.), al-Haifi (81.), al-Radaei (83.), Mahdi (90.) | Jemen | Aufstellung Iran gegen Jemen |
| Iran                                                                                  | Spieler des Spiels: Ashkan Dejagah (Iran) | | Jemen | Aufstellung Iran gegen Jemen |
| 1. Spieltag                                                                           | | |       |                              |
| 7. Januar 2019 um 20:00 Uhr (17:00 Uhr MEZ) in Abu Dhabi (Mohammed Bin Zayed Stadium) | | |       |                              |
| Zuschauer: 5.301                                                                      | | |       |                              |
| Schiedsrichter: Ryūji Satō ( Japan)                                                   | | |       |                              |
| Spielbericht                                                                          | | |       |                              |

## Irak – Vietnam 3:2 (1:2)
| Irak                                                                                 | Irak | Vietnam | Vietnam | Aufstellung                    |
| ------------------------------------------------------------------------------------ | --- | --- | ------- | ------------------------------ |
| Irak                                                                                 | \| 1. Spieltag \| \| 8. Januar 2019 um 17:30 Uhr (14:30 Uhr MEZ) in Abu Dhabi (Zayed Sports City Stadium) \| \| Zuschauer: 4.779 \| \| Schiedsrichter: Abdulrahman al-Jassim ( Katar) \| \| Spielbericht \|                                               | \| 1. Spieltag \| \| 8. Januar 2019 um 17:30 Uhr (14:30 Uhr MEZ) in Abu Dhabi (Zayed Sports City Stadium) \| \| Zuschauer: 4.779 \| \| Schiedsrichter: Abdulrahman al-Jassim ( Katar) \| \| Spielbericht \|                                                                                   | Vietnam | Aufstellung Irak gegen Vietnam |
| Irak                                                                                 | Jalal Hassan – Waleed Salim (78. Alaa Ali Mhawi), Ahmad Ibrahim, Frans Putros (37. Bashar Resan), Ali Faez, Ali Adnan – Safaa Hadi, Ahmed Yasin Ghani, Osama Rashid (58. Humam Tariq), Hussein Ali – Mohanad Ali Cheftrainer: Srečko Katanec ( Slowenien) | Đặng Văn Lâm – Nguyễn Trọng Hoàng, Nguyễn Quang Hải, Quế Ngọc Hải , Đỗ Duy Mạnh, Bùi Tiến Dũng – Nguyễn Công Phượng (63. Hà Đức Chinh), Đỗ Hùng Dũng, Lương Xuân Trường (65. Nguyễn Huy Hùng), Nguyễn Phong Hồng Duy – Phan Văn Đức (82. Đoàn Văn Hậu) Cheftrainer: Park Hang-seo ( Südkorea) | Vietnam | Aufstellung Irak gegen Vietnam |
| Irak                                                                                 | 1:1 M. Ali (35.) 2:2 Tariq (60.) 3:2 Adnan (90.) | 0:1 Faez (24., Eigentor) 1:2 Nguyễn C. (42.) | Vietnam | Aufstellung Irak gegen Vietnam |
| Irak                                                                                 | Rashid (18.) | Nguyễn T. (1.), Đỗ D. (48.) | Vietnam | Aufstellung Irak gegen Vietnam |
| Irak                                                                                 | Spieler des Spiels: Ali Adnan (Irak) | | Vietnam | Aufstellung Irak gegen Vietnam |
| 1. Spieltag                                                                          | | |         |                                |
| 8. Januar 2019 um 17:30 Uhr (14:30 Uhr MEZ) in Abu Dhabi (Zayed Sports City Stadium) | | |         |                                |
| Zuschauer: 4.779                                                                     | | |         |                                |
| Schiedsrichter: Abdulrahman al-Jassim ( Katar)                                       | | |         |                                |
| Spielbericht                                                                         | | |         |                                |

## Vietnam – Iran 0:2 (0:1)
| Vietnam                                                                       | Vietnam | Iran | Iran | Aufstellung                    |
| ----------------------------------------------------------------------------- | --- | --- | ---- | ------------------------------ |
| Vietnam                                                                       | \| 2. Spieltag \| \| 12. Januar 2019 um 15:00 Uhr (12:00 Uhr MEZ) in Abu Dhabi (al-Nahyan Stadium) \| \| Zuschauer: 10.841 \| \| Schiedsrichter: Muhammad Taqi ( Singapur) \| \| Spielbericht \|                                                                                    | \| 2. Spieltag \| \| 12. Januar 2019 um 15:00 Uhr (12:00 Uhr MEZ) in Abu Dhabi (al-Nahyan Stadium) \| \| Zuschauer: 10.841 \| \| Schiedsrichter: Muhammad Taqi ( Singapur) \| \| Spielbericht \| | Iran | Aufstellung Vietnam gegen Iran |
| Vietnam                                                                       | Đặng Văn Lâm – Quế Ngọc Hải , Đỗ Duy Mạnh, Bùi Tiến Dũng, Đoàn Văn Hậu – Nguyễn Quang Hải, Phạm Đức Huy (59. Ngân Văn Đại), Nguyễn Trọng Hoàng (84. Nguyễn Tiến Linh), Đỗ Hùng Dũng, Phan Văn Đức (46. Nguyễn Văn Toàn) – Nguyễn Công Phượng Cheftrainer: Park Hang-seo ( Südkorea) | Alireza Beiranvand – Vouria Ghafouri, Morteza Pouraliganji, Hossein Kanaanizadegan, Ehsan Hajsafi – Omid Ebrahimi, Saman Ghoddos, Ashkan Dejagah , Vahid Amiri (64. Ahmad Nourollahi), Mehdi Taremi (64. Mehdi Torabi) – Sardar Azmoun (79. Karim Ansarifard) Cheftrainer: Carlos Queiroz ( Portugal) | Iran | Aufstellung Vietnam gegen Iran |
| Vietnam                                                                       | 0:1 Azmoun (38.) 0:2 Azmoun (69.) | | Iran | Aufstellung Vietnam gegen Iran |
| Vietnam                                                                       | Đoàn (46.), Đỗ D. (90.+1') | Taremi (19.), Hajsafi (75.) | Iran | Aufstellung Vietnam gegen Iran |
| Vietnam                                                                       | Spieler des Spiels: Sardar Azmoun (Iran) | | Iran | Aufstellung Vietnam gegen Iran |
| 2. Spieltag                                                                   | | |      |                                |
| 12. Januar 2019 um 15:00 Uhr (12:00 Uhr MEZ) in Abu Dhabi (al-Nahyan Stadium) | | |      |                                |
| Zuschauer: 10.841                                                             | | |      |                                |
| Schiedsrichter: Muhammad Taqi ( Singapur)                                     | | |      |                                |
| Spielbericht                                                                  | | |      |                                |

## Jemen – Irak 0:3 (0:2)
| Jemen                                                                        | Jemen | Irak | Irak | Aufstellung                  |
| ---------------------------------------------------------------------------- | --- | --- | ---- | ---------------------------- |
| Jemen                                                                        | \| 2. Spieltag \| \| 12. Januar 2019 um 17:30 Uhr (14:30 Uhr MEZ) in Schardscha (Sharjah Stadium) \| \| Zuschauer: 9.757 \| \| Schiedsrichter: Fu Ming ( China) \| \| Spielbericht \| | \| 2. Spieltag \| \| 12. Januar 2019 um 17:30 Uhr (14:30 Uhr MEZ) in Schardscha (Sharjah Stadium) \| \| Zuschauer: 9.757 \| \| Schiedsrichter: Fu Ming ( China) \| \| Spielbericht \|                                                                          | Irak | Aufstellung Jemen gegen Irak |
| Jemen                                                                        | Saoud al-Sowadi – Mohammed Ba Rowis, Ammar Hamsan, Mudir al-Radaei, Ala Addin Mahdi – Ahmed al-Haifi (46. Ahmed Abdulrab), Abdulwasea al-Matari, Hussein al-Ghazi (30. Wahid al-Khyat), Ala al-Sasi (83. Ahmed Dhabaan), Ahmed al-Sarori – Emad Mansoor Cheftrainer: Ján Kocian ( Slowakei) | Jalal Hassan – Ahmad Ibrahim, Ali Adnan, Alaa Ali Mhawi, Rebin Sulaka – Bashar Resan, Humam Tariq (55. Amjad Attwan), Safaa Hadi, Ahmed Yasin Ghani, Hussein Ali (88. Mohammed Dawood) – Mohanad Ali (71. Alaa Abbas) Cheftrainer: Srečko Katanec ( Slowenien) | Irak | Aufstellung Jemen gegen Irak |
| Jemen                                                                        | 0:1 M. Ali (11.) 0:2 Resan (19.) 0:3 Abbas (90.+1') | | Irak | Aufstellung Jemen gegen Irak |
| Jemen                                                                        | al-Khyat (52.) | | Irak | Aufstellung Jemen gegen Irak |
| Jemen                                                                        | Spieler des Spiels: Mohanad Ali (Irak) | | Irak | Aufstellung Jemen gegen Irak |
| 2. Spieltag                                                                  | | |      |                              |
| 12. Januar 2019 um 17:30 Uhr (14:30 Uhr MEZ) in Schardscha (Sharjah Stadium) | | |      |                              |
| Zuschauer: 9.757                                                             | | |      |                              |
| Schiedsrichter: Fu Ming ( China)                                             | | |      |                              |
| Spielbericht                                                                 | | |      |                              |

## Vietnam – Jemen 2:0 (1:0)
| Vietnam                                                                          | Vietnam | Jemen | Jemen | Aufstellung                     |
| -------------------------------------------------------------------------------- | --- | --- | ----- | ------------------------------- |
| Vietnam                                                                          | \| 3. Spieltag \| \| 16. Januar 2019 um 20:00 Uhr (17:00 Uhr MEZ) in al-Ain (Hazza Bin Zayed Stadium) \| \| Zuschauer: 8.237 \| \| Schiedsrichter: Ahmed al-Kaf ( Oman) \| \| Spielbericht \| | \| 3. Spieltag \| \| 16. Januar 2019 um 20:00 Uhr (17:00 Uhr MEZ) in al-Ain (Hazza Bin Zayed Stadium) \| \| Zuschauer: 8.237 \| \| Schiedsrichter: Ahmed al-Kaf ( Oman) \| \| Spielbericht \|                                                                                                | Jemen | Aufstellung Vietnam gegen Jemen |
| Vietnam                                                                          | Đặng Văn Lâm – Đoàn Văn Hậu, Bùi Tiến Dũng, Quế Ngọc Hải , Nguyễn Phong Hồng Duy – Đỗ Hùng Dũng, Nguyễn Trọng Hoàng, Lương Xuân Trường (53. Nguyễn Tiến Linh), Nguyễn Quang Hải – Nguyễn Công Phượng (82. Trần Minh Vương), Phan Văn Đức (72. Nguyễn Văn Toàn) Cheftrainer: Park Hang-seo ( Südkorea) | Salem al-Harsh – Mohammed Ba Rowis, Ala Addin Mahdi, Ammar Hamsan (57. Abdulaziz al-Gumaei), Mohammed Boqshan – Ahmed al-Sarori, Mudir al-Radaei, Wahid al-Khyat (76. Ahmed Alos), Abdulwasea al-Matari – Ala al-Sasi , Emad Mansoor (25. Ahmed Dhabaan) Cheftrainer: Ján Kocian ( Slowakei) | Jemen | Aufstellung Vietnam gegen Jemen |
| Vietnam                                                                          | 1:0 Nguyễn Q. (38.) 2:0 Quế (64., Foulelfmeter) | | Jemen | Aufstellung Vietnam gegen Jemen |
| Vietnam                                                                          | Nguyễn C. (78.) | Mahdi (27.), al-Khyat (37.), al-Gumaei (63.) | Jemen | Aufstellung Vietnam gegen Jemen |
| Vietnam                                                                          | Spieler des Spiels: Nguyễn Quang Hải (Vietnam) | | Jemen | Aufstellung Vietnam gegen Jemen |
| 3. Spieltag                                                                      | | |       |                                 |
| 16. Januar 2019 um 20:00 Uhr (17:00 Uhr MEZ) in al-Ain (Hazza Bin Zayed Stadium) | | |       |                                 |
| Zuschauer: 8.237                                                                 | | |       |                                 |
| Schiedsrichter: Ahmed al-Kaf ( Oman)                                             | | |       |                                 |
| Spielbericht                                                                     | | |       |                                 |

## Iran – Irak 0:0
| Iran                                                                       | Iran | Irak | Irak | Aufstellung                 |
| -------------------------------------------------------------------------- | --- | --- | ---- | --------------------------- |
| Iran                                                                       | \| 3. Spieltag \| \| 16. Januar 2019 um 20:00 Uhr (17:00 Uhr MEZ) in Dubai (al-Maktoum Stadium) \| \| Zuschauer: 15.038 \| \| Schiedsrichter: Ravshan Ermatov ( Usbekistan) \| \| Spielbericht \|                                                                                                   | \| 3. Spieltag \| \| 16. Januar 2019 um 20:00 Uhr (17:00 Uhr MEZ) in Dubai (al-Maktoum Stadium) \| \| Zuschauer: 15.038 \| \| Schiedsrichter: Ravshan Ermatov ( Usbekistan) \| \| Spielbericht \|                                                          | Irak | Aufstellung Iran gegen Irak |
| Iran                                                                       | Alireza Beiranvand – Vouria Ghafouri, Rouzbeh Cheshmi (80. Ashkan Dejagah), Milad Mohammadi, Majid Hosseini – Vahid Amiri, Hossein Kanaanizadegan, Saman Ghoddos (75. Mehdi Torabi), Omid Ebrahimi , Alireza Jahanbakhsh (63. Mehdi Taremi) – Sardar Azmoun Cheftrainer: Carlos Queiroz ( Portugal) | Jalal Hassan – Ahmad Ibrahim, Ali Faez, Ali Adnan, Alaa Ali Mhawi – Safaa Hadi, Amjad Attwan, Hussein Ali (77. Mohammed Dawood) – Ahmed Yasin Ghani (46. Bashar Resan), Humam Tariq, Mohanad Ali (71. Alaa Abbas) Cheftrainer: Srečko Katanec ( Slowenien) | Irak | Aufstellung Iran gegen Irak |
| Iran                                                                       | Ghoddos (39.), Amiri (68.) | Attwan (34.), Ibrahim (78.), Adnan (82.) | Irak | Aufstellung Iran gegen Irak |
| Iran                                                                       | Spieler des Spiels: Alireza Beiranvand (Iran) | | Irak | Aufstellung Iran gegen Irak |
| 3. Spieltag                                                                | | |      |                             |
| 16. Januar 2019 um 20:00 Uhr (17:00 Uhr MEZ) in Dubai (al-Maktoum Stadium) | | |      |                             |
| Zuschauer: 15.038                                                          | | |      |                             |
| Schiedsrichter: Ravshan Ermatov ( Usbekistan)                              | | |      |                             |
| Spielbericht                                                               | | |      |                             |